# Rudolfinum

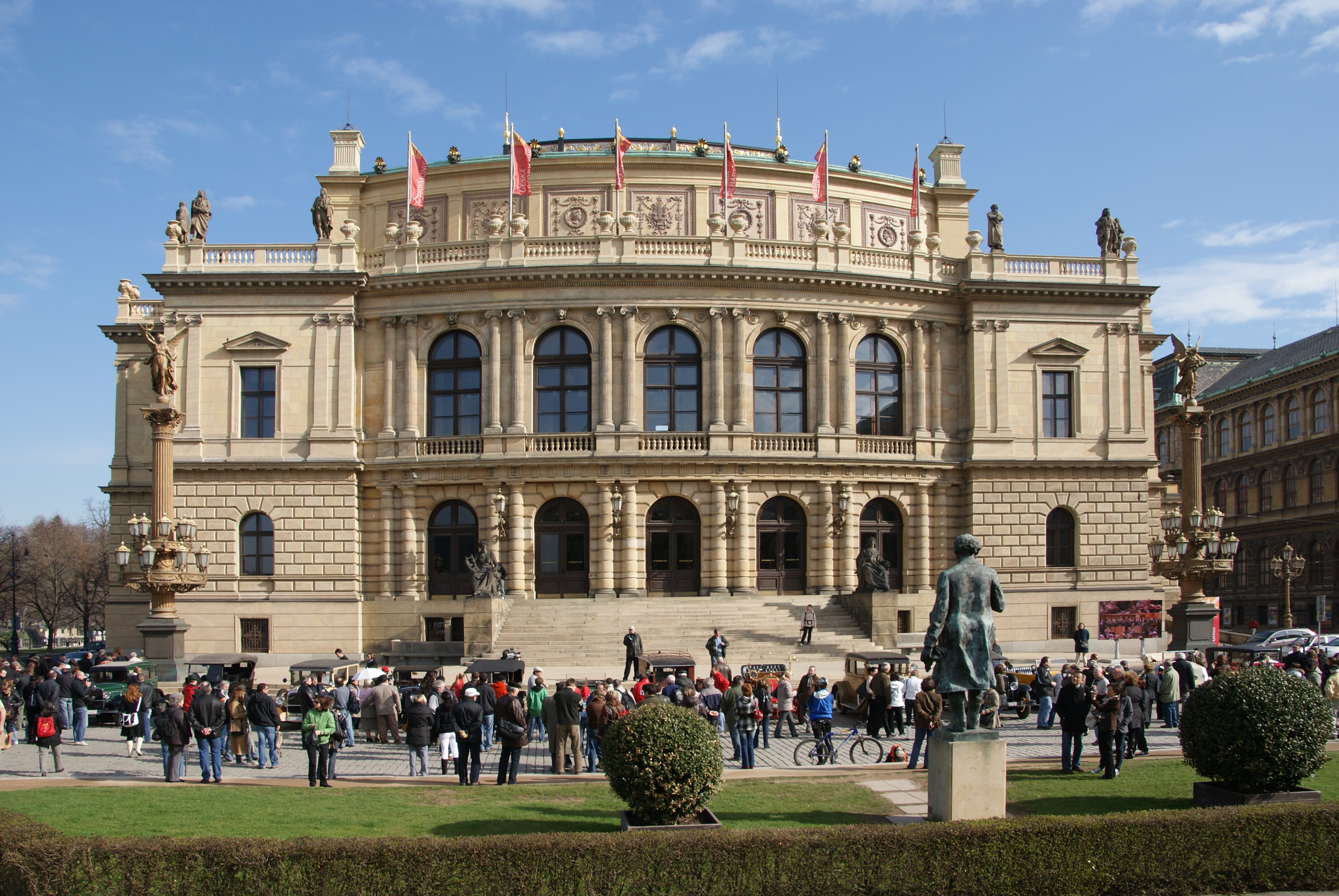
Het Rudolfinum

Het Rudolfinum is een concertgebouw in de Oude Stad van de Tsjechische hoofdstad Praag. Het is een van de belangrijkste gebouwen in neo-renaissancestijl van de stad. Het gebouw, gelegen aan het Jan Palachplein aan de oever van de Moldau, is het thuispodium van het Tsjechisch Filharmonisch Orkest. Het Rudolfinum is daarnaast een van de hoofdpodia van het jaarlijks gehouden Praagse Lente-festival. Sinds 1993 vinden begin maart de jaarlijkse uitreikingen van de Film- en Televisieprijs, de Tsjechische Leeuwen door de Tsjechische Film- en Televisie-academie plaats in het Rudolfinum.
Het concertgebouw is ontworpen door de architecten Josef Zítek en Josef Schulz. Het gebouw werd geopend op 8 februari 1885 en werd genoemd naar Rudolf van Oostenrijk. Tussen 1918 en 1939 was het Rudolfinum het gebouw van het Tsjechoslowaakse parlement.